# PWS–26
A PWS–26 a lengyel Podlasiei Repülőgépgyár (PWS) által tervezett és épített repülőgép volt. A gépet legtöbb esetben felderítésre és pilóták kiképzésére használták.

## Története
A Podlasiei Repülőgépgyár építette és tervezte. Alapjául a PWS–16bis gyakorló repülőgép szolgált, annak továbbfejlesztett, felfegyverzett változata. Alkalmassá tették bombavetésre, zuhanóbombázás gyakorlásár, és korlátlanul műrepülhető volt.a Tervezője Augustyn Zdaniewski volt, aki a gép terveit 1934-re készítette el. A prototípussal 1935 tavaszán hajtották végre az első felszállást. A berepülés során könnyű vezethetőséget, jóindulatú repülő tulajdonságokat mutatott, nem volt hajlamos dugóhúzóra. 400 darabra kapott megrendelést a PWS, mely tervbe vette a gép továbbfejlesztését is (PWS–27 és PWS–28 jelzéssel). Sorozatgyártása 1936-ban kezdődött, de csak 1937-ben futott fel a gyártás intenzitása. Havonta átlagosan 10 darabot gyártottak, a maximális gyártási intenzitás havi 18 darab volt. A gépeket a légierő pilóta-iskolái és a repülőklubok kapták. A légierőnél 1938 novemberére 239 darab állt szolgálatba, 1939 nyarán a teljes gyártási darabszám elérte a 310-t. Ezzel – az RWD–8 után – a PWS–26 volt a két világháború közötti lengyel repülőgépipar második legnagyobb számban gyártott repülőgéptípusa.
A lengyel légierőnél a típust futárgépként és kiképzőgépként használták, de néhányat könnyű bombázó és felderítő feladatkörre is rendszeresítettek. A lengyelországi hadjárat idején a PWS–26-ost elsősorban futárgépként használták.

## Rendszeresítő országok

### Lengyel Légierő
Eredeti rendszeresítő, első számú alkalmazó és fejlesztő. 

### Luftwaffe (Wehrmacht)
Miután Németország lerohanta Lengyelországot, bár a lengyel légierő nagy része elpusztult, néhány megmaradt gépet a Luftwaffe szolgálatába állítottak. Ezeknek a gépeknek a nagyjavítását a PZL 2-es számú, mieleci üzeme (WP–2) végezte el.

### Román Királyi Légierő
A második világháború folyamán több lengyel repülőgép is a Romániába került. Amikor a lengyelek vereséget szenvedtek a németektől, több PWS–26-os gépet evakuáltak Romániába. Később néhány repülőgépet még a németektől is kaptak. A gépeket polgári célra használták, YR-REA-vel kezdődő lajstromjeleket kaptak.

### Lett Légierő
A lengyelek veresége után a román példához hasonlóan a lengyelek Lettországba 33 darab PWS–26-os menekítettek, de ezeket a gépeket Lettország területének német birtokba vétele után, a Luftwaffe lefoglalta és saját szolgálatba állította.

## Megmaradt példányok
A második világháború után egy Szczecin környékén előkerült, 1937-es  gyártású (gyári sorozatszáma: 81.123) PWS–26-os gépet Poznańban kijavítottak, majd 1949–1953 között az SP-AJB lajstromjelet kapott gép a sportrepülést szolgálta. Ez a gép később a krakkói Lengyel Repülési Múzeumba került, ahol napjainkban is megtekinthető.

## Műszaki jellemzői
Beépített fegyverzetét 7,7 mm-es, légcsavarkörön keresztül tüzelő géppuska alkotta. A bombavetés gyakorlására szolgáló példányokon a szárnyak alá bombazárat szereltek, ezekre mindkét oldalra egy-egy 12,5 kg-os légibombát lehetett rögzíteni. A gépet ellátták egy K–28 típusú fotógéppuskával is, ez a bal oldali alsó szárny alatt kapott helyet.